# 莊拿芬·蒙哥馬利
莊拿芬·蒙哥馬利（Jonathan Riley "Jon" Montgomery，1979年5月6日—），加拿大運動員及電視節目主持，2006年起參與鋼架雪車賽事，並於2010年冬季奧林匹克運動會的男子鋼架雪車比賽中贏取金牌。2013年，他成為CTV電視網真人秀節目《驚險大挑戰加拿大版》的主持。

## 外部連結
- 官方網站 （页面存档备份，存于）（英文）